# Dactylorhiza iberica
Dactylorhiza iberica là một loài thực vật có hoa trong họ Lan. Loài này được (M.Bieb. ex Willd.) Soó mô tả khoa học đầu tiên năm 1962.